# Strigova (rijeka)
Strigova  je rijeka u Bosni i Hercegovini.
Rijeka Strigova izvire podno planine Pastirevo. U rijeku Unu se ulijeva kod Briševaca. Duga je oko 12 kilometara. Prima i desne i lijeve pritoke. Prirodno je mrijestilište ribe (potočna pastrva, amur i šaran).